# Isopontonia
Isopontonia is een geslacht van kreeftachtigen uit de klasse van de Malacostraca (hogere kreeftachtigen).

## Soort
- Isopontonia platycheles Bruce, 1982